# Mount Pivot
Mount Pivot är ett berg i Antarktis. Det ligger i västra delen av Östantarktis, i ett område som både Argentina och Storbritannien gör anspråk på. Toppen på Mount Pivot är 1 095 meter över havet.
Terrängen runt Mount Pivot är kuperad österut, men västerut är den platt.